# Championnats du monde de lutte 2003
Les  Championnats du monde de lutte 2003 se sont tenus du 12 au 14 septembre 2003 à New York pour la lutte libre masculine et féminine et du 2 au 5 octobre 2003 à Créteil pour la lutte gréco-romaine. 

## Hommes

### Lutte gréco-romaine
| Épreuves | Or                        | Argent                     | Bronze                   |
| -------- | ------------------------- | -------------------------- | ------------------------ |
| 55 kg    | Dariusz Jabłoński (POL)   | Im Dae-won (KOR)           | Lázaro Rivas (CUB)       |
| 60 kg    | Armen Nazaryan (BUL)      | Roberto Monzón (CUB)       | Eusebiu Diaconu (ROU)    |
| 66 kg    | Manuchar Kvirkvelia (GEO) | Armen Vardanyan (UKR)      | Levente Füredy (HUN)     |
| 74 kg    | Alexeï Glouchkov (RUS)    | Konstantin Schneider (GER) | Kim Jin-soo (KOR)        |
| 84 kg    | Gocha Tsitsiashvili (ISR) | Ara Abrahamian (SWE)       | Attila Bátky (SVK)       |
| 96 kg    | Martin Lidberg (SWE)      | Karam Gaber (EGY)          | Ramaz Nozadze (GEO)      |
| 120 kg   | Khasan Baroyev (RUS)      | Mihály Deák-Bárdos (HUN)   | Georgiy Tsurtsumia (KAZ) |

### Lutte libre
| Épreuves | Or                     | Argent                 | Bronze                    |
| -------- | ---------------------- | ---------------------- | ------------------------- |
| 55 kg    | Dilshod Mansurov (UZB) | Ghenadie Tulbea (MDA)  | Oleksandr Zakharuk (UKR)  |
| 60 kg    | Arif Abdullayev (AZE)  | Yandro Quintana (CUB)  | Song Jae-myung (KOR)      |
| 66 kg    | Irbek Farniev (RUS)    | Serafim Barzakov (BUL) | Kazuhiko Ikematsu (JPN)   |
| 74 kg    | Buvaisar Saitiev (RUS) | Murad Gaidarov (BLR)   | Gennadiy Laliyev (KAZ)    |
| 84 kg    | Sazhid Sazhidov (RUS)  | Cael Sanderson (USA)   | Revaz Mindorashvili (GEO) |
| 96 kg    | Eldar Kurtanidze (GEO) | Alireza Heidari (IRN)  | Krasimir Kochev (BUL)     |
| 120 kg   | Artur Taymazov (UZB)   | Kerry McCoy (USA)      | Alireza Rezaei (IRN)      |

## Femmes
| Épreuves | Or                    | Argent                      | Bronze                    |
| -------- | --------------------- | --------------------------- | ------------------------- |
| 48 kg    | Iryna Merleni (UKR)   | Patricia Miranda (USA)      | Li Hui (CHN)              |
| 51 kg    | Chiharu Icho (JPN)    | Natalia Karamtshakova (RUS) | Jennifer Wong (USA)       |
| 55 kg    | Saori Yoshida (JPN)   | Tina George (USA)           | Natalia Golts (RUS)       |
| 59 kg    | Seiko Yamamoto (JPN)  | Natalia Ivashko (RUS)       | Sally Roberts (USA)       |
| 63 kg    | Kaori Icho (JPN)      | Sara McMann (USA)           | Viola Yanik (CAN)         |
| 67 kg    | Kristie Marano (USA)  | Ewelina Pruszko (POL)       | Svetlana Martinenko (RUS) |
| 72 kg    | Kyoko Hamaguchi (JPN) | Toccara Montgomery (USA)    | Wang Xu (CHN)             |